# Hammer Neuenkehrsdorf

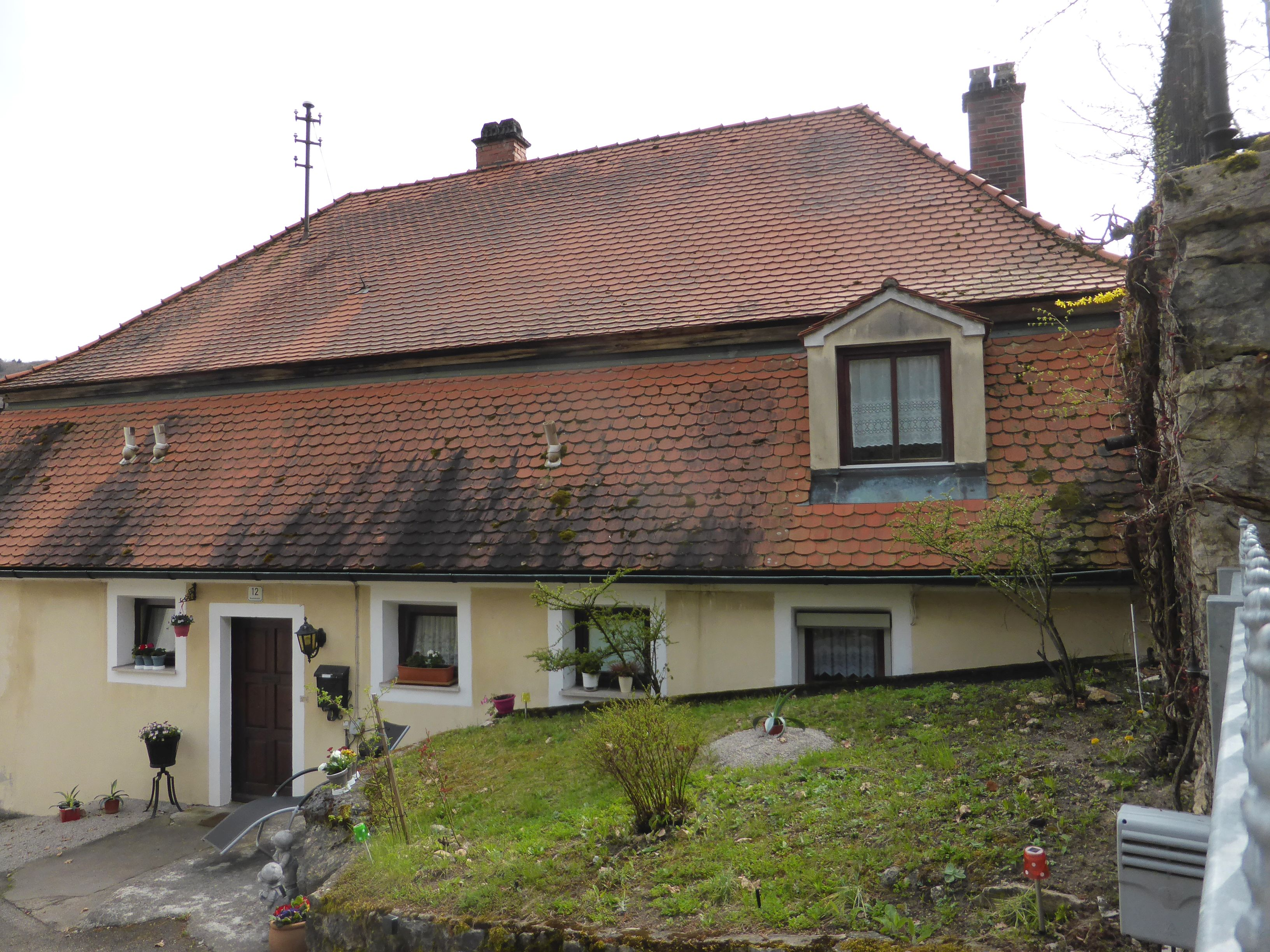
Ehemaliges Hammergebäude

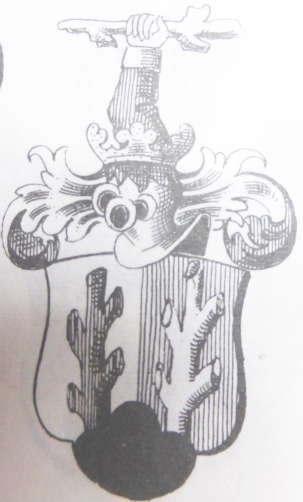
Wappen der Kerstorfer in Siebmachers Wappenbuch

Der Hammer Neuenkehrsdorf, bisweilen auch Hammer Aichold(t)ing genannt, befand sich in der Nähe der niederbayerischen Stadt Riedenburg im Landkreis Kelheim. Heute sind Aicholding und Neuenkehrsdorf Stadtteile von Riedenburg. Das Hammerwerk wurde mit dem Wasser der Altmühl betrieben. Die Anlage wird als Bodendenkmal unter der Aktennummer D-2-7036-0239 im Bayernatlas als „untertägige Befunde im Bereich des frühneuzeitlichen Eisenhammers Neuenkehrsdorf“ geführt. Ebenso ist sie unter der Aktennummer D-2-73-164-95 als denkmalgeschütztes Baudenkmal von Neuenkehrsdorf verzeichnet.

## Geschichte
An der Stelle des Eisenhammers befand sich ursprünglich eine Mühle, die aber keinen eigenen Namen hatte, sondern nur Mühle zu Aicholding genannt wurde. Herzog Albrecht IV. verlieh 1480 dem Purkharten Kerstorffer und seiner Hausfrau Margarethen das Recht, an der Stelle der Mühle einen Hammer zu errichten und damit 66 Pfund Schieneisen zu produzieren; es stand ihnen auch offen, dort eine Mahlmühle zu errichten. Sie erhielten zudem das Recht, Händel des Schmiedvolkes zu bestrafen (niedere Gerichtsbarkeit), allerdings blieb das Malefizgericht beim Richter von Riedenburg. Dafür mussten sie an den Kastner von Riedenburg jährlichen Zins in der Höhe von 23 rheinischen Gulden leisten. Dem Hammermeister wurde auch Zimmer- und Geschirrholz und das Holz für die Holzkohle zugesagt, zudem Lehm und Tegel für den Zerennherd und das Wellfeuer. Daneben bestand bereits die Hofmark Aicholding, die Hammerherren nannten den Betrieb Neuen-Kersdorf oder Neuen-Kehrdorf, daraus entstand die Bezeichnung Neuenkersdorf. Die Einnahmen aus dem Hammer, der Mühle und den dazugehörenden landwirtschaftlichen Grundstücken werden auf 910 fl taxiert. Das Erz wurde von den Erzgruben in Amberg und Sulzbach bezogen.

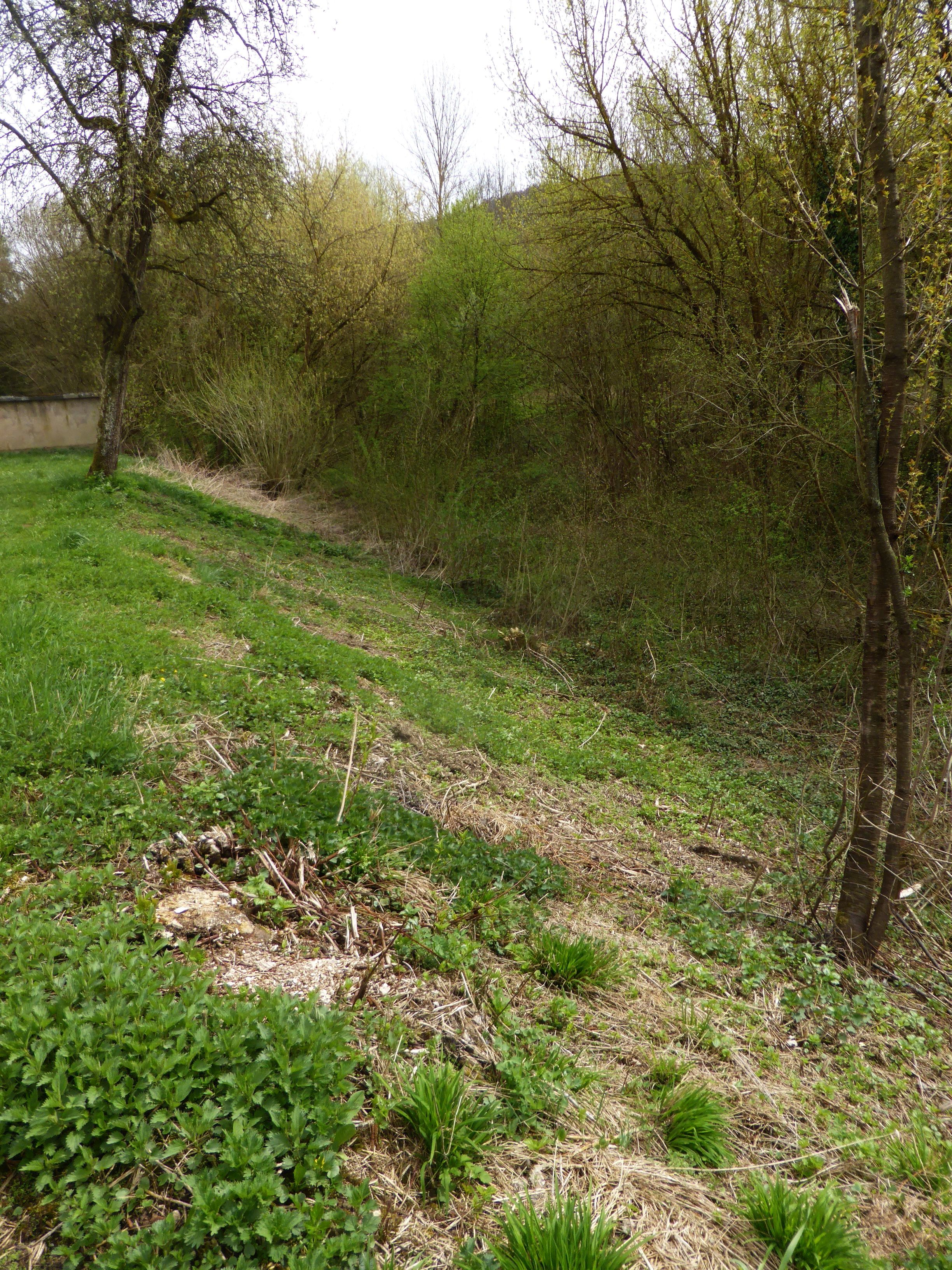
Ausgetrockneter Zufluss zum Hammerwerk Neuenkehrsdorf

Die Familie der Kerstorfer ist seit dem 12. Jahrhundert in der Gegend ansässig. Ein Eberhard und Frriedrich von Chersdorf werden 1183 und 1184 in einer Urkunde des Klosters Ebersberg erwähnt. 1446 war ein Kristian Kersdorfer Landrichter zu Kelheim und sein gleichnamiger Sohn wird als Probsteirichter der Propstei zu Saal genannt. Ein Ladislaus Kersdorfer von Riedenburg erscheint noch 1555 in den Matrikeln der Universität Ingolstadt. Das Wappen der Kerstorfer war silber und rot gespalten, darin zwei dürre Äste mit verwechselten Farben, aus einem Dreiberg wachsend. Auf dem Helm ein rot gekleideter Arm, der einen dürren Ast hält (1817 ist das Wappen an ein unter diesem Namen geadeltes Geschlecht gekommen). Im 16. Jahrhundert scheint die Familie erloschen zu sein.

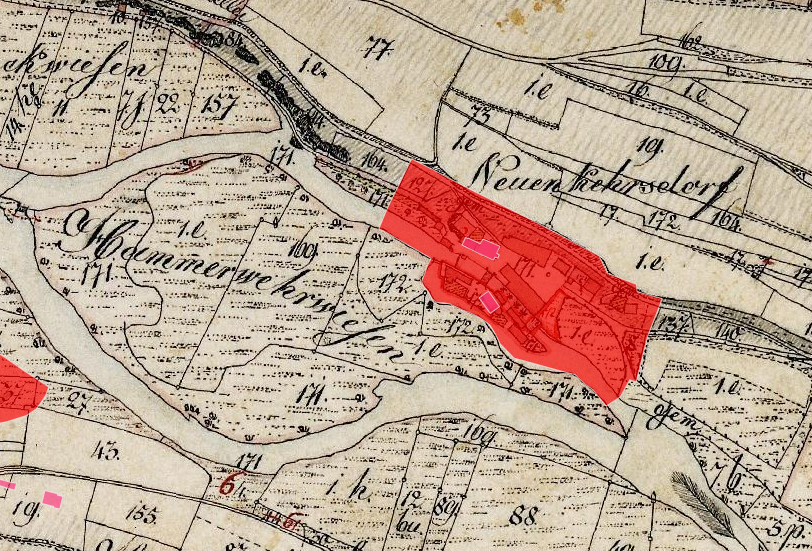
Lageplan von Neuenkehrsdorf auf dem Urkataster von Bayern

1523 wird hier der Hammermeister Michael Reichardt (oder Renhart) genannt, der mit der Stadt Riedenburg einen Rezess wegen der Wehre und eines Überfalls mit der Bürgerschaft abgeschlossen hat. 1527 besaß den Hammer der Rat von Riedenburg und 1537 wird ein Wolf Sperling hier genannt. 1542 wird hier ein Hannsen Ziegl Hammermeister von Neuenkherstorf, dem der Sitz Aykholting von Eustachius von Schminchen und dessen Frau Barbara, geb. von Hürtting, verkauft wird. Ein Hammermeister Leonhaden Zugl wird 1551 bei einem Streit mit seinen Köhlern, bei dem es um das richtige Kohlenmaß ging, erwähnt. Der nächste Besitzer ist Hanns Günzkofer, der wieder wegen eines Streites mit dem Markt Riedenburg am 28. Juli 1561 aufscheint. 1577 wird ein Achaz Günzkofer als Vormund des nachgelassenen Sohnes des Hansen Günzkofer genannt. 1609 kommt Hanns Adam Günzkofer als Besitzer des Hammers sowie eines Hauses in Riedenburg, welches auch die Kerstorfer besessen haben, vor. 1590 haben den Hammer Georg Seitz und Philipp Beer, beide Bürger von Riedenburg, gemeinschaftlich besessen. 1591 hat Philipp Beer den anderen Anteil an sich gebracht. Allerdings musste er bereits 1595 den Besitz wegen Erzschuld zum Verkauf ausschreiben. 1596 soll Thoma Peer im Besitz des Hammers gewesen sein. Eine Urkunde vom 25. August 1597 besagt, dass Christophen Köckhens den Hammer Neuenkersdorf an sich gebracht hat. Nach einer Mitteilung des Rektors der Jesuiten-Universität zu Ingolstadt ist der Hammer 1621 an Carl Keckhen und 1636 käuflich an Hainrich Keckhen, den Bruder des verstorbenen Carl, gekommen. 1635 sind Hammer und Mühle durch die Einwirkungen des Dreißigjährigen Krieges verwüstet und noch 1643, dem Todesjahr des Heinrich Keck, lagen Gebäude und Felder noch öd. 1646 hat der bayerische General Georg von Truckmiller die Hofmark Prunn und den Hammer Neuenkersdorf aus der Keckh‘schen Gantmasse gekauft.
Mit dem Hammer war (spätestens ab 1688) ein Waffenhammer in einem gesonderten Hüttengebäude verbunden. Das Erz für den Hammer wurde von Amberg auf der Vils zu der Erzschütte in Regensburg transportiert und dort umgeladen, um dann entweder auf dem Schiffsweg die Altmühl hinauf oder auf dem Landweg nach Neuenkersdorf transportiert zu werden. Dadurch entstanden weitere Kosten (Pflasterzoll, Messerlohn, Fuhrlohn, Länderecht). Der Hammer wurde im doppelten Betrieb gefahren, d. h. Tag und Nacht wurde mit abwechselnden Arbeitern geschmolzen und geschmiedet. Nach einer genauen Gegenüberstellung aller Kosten und der Verkaufserlöse erbrachte der Hammer einen Überschuss von 998 fl, von dem noch die Abgaben und Steuern sowie der Unterhalt der Baulichkeiten abgezogen werden muss.
1672 verkaufte Georg von Truckmiller alles an das Jesuiten-Kollegium von Ingolstadt, welches den Hammer wiederum an Georg Greissen veräußerte. In einer Streitschrift vom 14. November 1712 wird Hans Greuss als Inhaber der Mahlmühl und des Hammers genannt. 1718 ist der Riedenburger Bürger und Bierbrauer Sebastian Strizl für 3.999 fl und 50 fl Leihkauf (= Geld, welches dem Lehenherrn zu entrichten ist) Besitzer von Neuenkersdorf geworden. Gegen seinen Wunsch, zusätzlich eine Sägemühle zu errichten, protestierte der Magistrat von Riedenburg. 1748 ist die reiche Strizelin die Inhaberin. Von ihr gelangt der Besitz am 22. August 1761 an ihren Schwiegersohn Johann Georg Schachtner. Am 23. November 1787 unterschreibt ein Joseph Bieracker ein Augenscheins-Protokoll als Hammerinhaber; als solcher taucht er noch am 21. Juli 1804 auf. Allerdings ist laut einem Protokoll vom 20. Mai 1818 der Nürnberger Bürger Georg Heinrich Scheibe der Hammerwerksbesitzer und Bieracker ist nur mehr der Müller zu Neuenkersdorf. Am 8. Mai 1822 wird Clement von Schmaus Hammerwerksbesitzer und Joseph Bieracker der Müller. Später scheint dieser Schmaus sowohl als Hammer- wie auch als Mühlenbesitzer auf, und dies blieb bis 1841 so. Im 19. Jahrhundert ging dieser Betrieb dann ein.